# روبن ماكسويل
روبن ماكسويل (بالإنجليزية: Robin Maxwell)‏ هي كاتِبة أمريكية، ولدت في 26 فبراير 1948.